# Colpotrochia catania
Colpotrochia catania là một loài tò vò trong họ Ichneumonidae.